# Bucky O'Hare (videojuego)
Bucky O'Hare es un videojuego de plataformas para Nintendo Entertainment System. Se basa en la serie de animación Bucky O'Hare and the Toad Wars.

## Argumento
Bucky O'Hare y su tripulación pelean para salvar al "aniverso" de la amenaza de los sapos. Un día un transporte los ataca y secuestra a los compañeros de Bucky; Blinky está cautivo en el planeta verde, Deadeye en el planeta rojo, Jenny en el planeta azul y Willy en el planeta amarillo. Bucky tendrá que rescatarlos y reunir fuerzas para combatir al Almirante Air.
Cuando se rescata un compañero éste es seleccionable además de contar con habilidades especiales, se puede volver a jugar los escenarios ya pasados, el último nivel es la nave nodriza de los sapos donde Bucky se enfrentará al Almirante Air.